# Tonga en los Juegos Olímpicos de Pekín 2008
Tonga estuvo representada en los Juegos Olímpicos de Pekín 2008 por tres deportistas, dos hombres y una mujer, que compitieron en dos deportes.
La portadora de la bandera en la ceremonia de apertura fue la atleta Ana Po'uhila. El equipo olímpico tongano no obtuvo ninguna medalla en estos Juegos.